# 굿 라이어
《굿 라이어》(영어: The Good Liar)는 2019년 개봉된 미국의 스릴러 영화이다.

## 줄거리
부유한 미망인 ‘베티(헬렌 미렌)’는 온라인 데이트 사이트에서 ‘로이(이안 맥켈런)’를 만나고, 두 사람은 서로를 의지하며 좋은 관계를 만들어나간다. 하지만 사실 로이는 베티의 돈을 노리고 의도적으로 접근했던 것. 이를 모르는 베티는 로이가 제안한대로 공동 계좌를 만들어 본인의 재산과 로이의 재산을 합하는 데 동의하고, 두 사람은 베를린으로 여행을 떠난다. 그 곳에서 베티는 로이의 정체를 알게 되고 뒤이어 베티의 의도가 나타나는데…

## 출연
- 헬렌 미렌 - 베티 역
- 이안 맥켈런 - 로이 역
- 러셀 토비 - 스티븐 역
- 짐 카터 - 빈센트 역
- 마크 루이스 존스 - 브린 역
- 셀린 버켄스 - 애널리스 역
- 요하네스 하우쿠르 요하네손 - 블라드 역
- 알렉산다르 요바노비치 - 마티 역